# 衰弱综合症
衰弱综合症是一种常见的老年综合症，也是一种与衰老相关的病症。病人會出現無法自理、行动迟缓、精力下降、活动减少等情況，严重时体重還會减轻。各种健康风险与健康恶化都和衰弱综合症息息相關，例如跌倒、残疾、住院和死亡就和衰弱综合症有一定的關係。衰弱综合症也是失智症的风险因子之一。